# Anzeiger des Germanischen Nationalmuseums
Der Anzeiger des Germanischen Nationalmuseums ist eine seit dem 19. Jahrhundert erscheinende Zeitschrift des in Nürnberg angesiedelten Germanischen Nationalmuseums. Die mit ihren Vorläuferinnen und mit teilweise variierenden Titeln seit 1832 in verschiedenen Verlagen herausgegebenen Publikationen stehen insbesondere mit ihren wissenschaftlichen Inhalten nach verschiedenen Kriterien durchsuchbar zum Teil als Online-Ausgaben über die Seite der Universitätsbibliothek Heidelberg kostenfrei zur Verfügung.
Die Zeitschriftendatenbank verordnete die Zeitschriften-Reihen nach ihren unterschiedlichen Schwerpunkten unter anderem in die Sachgruppen Kunst, Geschichte und Kultur sowie Mittelalter und Alte Geschichte und Archäologie.
Ein Register für sämtliche Jahrgänge von 1853 bis 2003 in der Bearbeitung von Barbara Rök erschien 2004 als Monographie. (siehe im Abschnitt Literatur)

## Erscheinungsverlauf und abweichende Titel
Die drei Vorgängerausgaben der Jahrgänge 1832 bis 1834 titelteten „Anzeiger für Kunde des deutschen Mittelalters. Eine Monatsschrift“.
Von 1835 bis 1839 erschien von Franz Josef Mones „Anzeiger“ die Nummer 4 bis 8 unter dem abweichenden Hauptsachtitel Anzeiger für Kunde der teutschen Vorzeit bei Groos in Karlsruhe, bevor das Periodikum für mehr als ein Jahrzehnt eingestellt blieb. Eine neue Folge, beginnend mit der Nummer 1, erschien 1853/54 bis 1883 als Anzeiger für Kunde der deutschen Vorzeit. 1884 wechselte der Titel zum Anzeiger des Germanischen Nationalmuseums.
Zeitweilig parallel dazu erschienen die gesonderten Mitteilungen aus dem Germanischen Nationalmuseum, „hrsg. vom Direktorium“, die nach 1920/21 wieder in dem Anzeiger des Germanischen Nationalmuseums aufgingen.
Abweichend waren die Monatsschriften 1900 bis 1908 Anzeiger und Mitteilungen des Germanischen Nationalmuseums benannt, zur Zeit des Nationalsozialismus 1936/39 schlicht Anzeiger und in den Jahren 1987 bis 1995 Anzeiger des Germanischen Nationalmuseums und Berichte aus dem Forschungsinstitut für Realienkunde.

## Sonderdrucke und Beilagen
Der Anzeiger ... wurde ergänzt durch Sonderdrucke wie Germanisches Nationalmuseum: Erwerbungen, Geschenke, Leihgaben und Tätigkeitsbericht und verschiedene Jahresberichte. Als Beilagen waren die Neuerwerbungen des Germanischen Nationalmuseums und unregelmäßig erscheinende Wissenschaftliche Beibände zum Anzeiger des Germanischen Nationalmuseums zugegeben.